# 福田町 (みよし市)
福田町（ふくたちょう）は、愛知県みよし市の町名。郵便番号は470-0225。

## 地理
みよし市南西端部に位置する。境川中流域の左岸に位置する。
西は境川を隔てて愛知郡東郷町に、南は刈谷市に、東は明知町に、北は平針街道（愛知県道56号名古屋岡崎線）を境に三好町に隣接する。北端を東西に平針街道が走り、ほぼ中央を南北に伊保街道（愛知県道54号豊田知立線）が走る。

### 世帯数と人口
2022年（令和4年）3月1日現在の世帯数と人口は以下の通りである。
| 町丁   | 世帯数  | 人口    |
| ------ | ------- | ------- |
| 福田町 | 521世帯 | 1,377人 |

### 小・中学校の学区
市立小・中学校に通う場合、学区は以下の通りとなる。
| 番地 | 小学校               | 中学校               |
| ---- | -------------------- | -------------------- |
| 全域 | みよし市立三吉小学校 | みよし市立三好中学校 |

## 歴史

### 近世
- かつて三河国碧海郡に属しており、江戸時代前期に加茂郡の所属となった[6]。もとは三好村の一部だったが、寛永年間（1624年から1644年）に入植が開始され、万治年間（1658年から1661年）に村落が形成された[6]。集落の中心部は碁盤割の区画であり、屋敷名に起因する小字が多い[6]。尾張藩士の酒井氏が移住した。

### 近現代
- 1874年（明治7年） - 福田学校が創設される[6]。
- 1878年（明治11年） - 加茂郡が分割されて西加茂郡の所属となる[6]。
- 1889年（明治22年） - 町村制施行に伴って三好村大字福田となる[6]。
- 1925年（大正14年） - 新池（権現池）が開発される[6]。
- 1958年（昭和33年） - 三好村の町制施行に伴って三好町大字福田となる[6]。

## 交通

### 道路
- 愛知県道54号豊田知立線
- 愛知県道56号名古屋岡崎線

## 施設

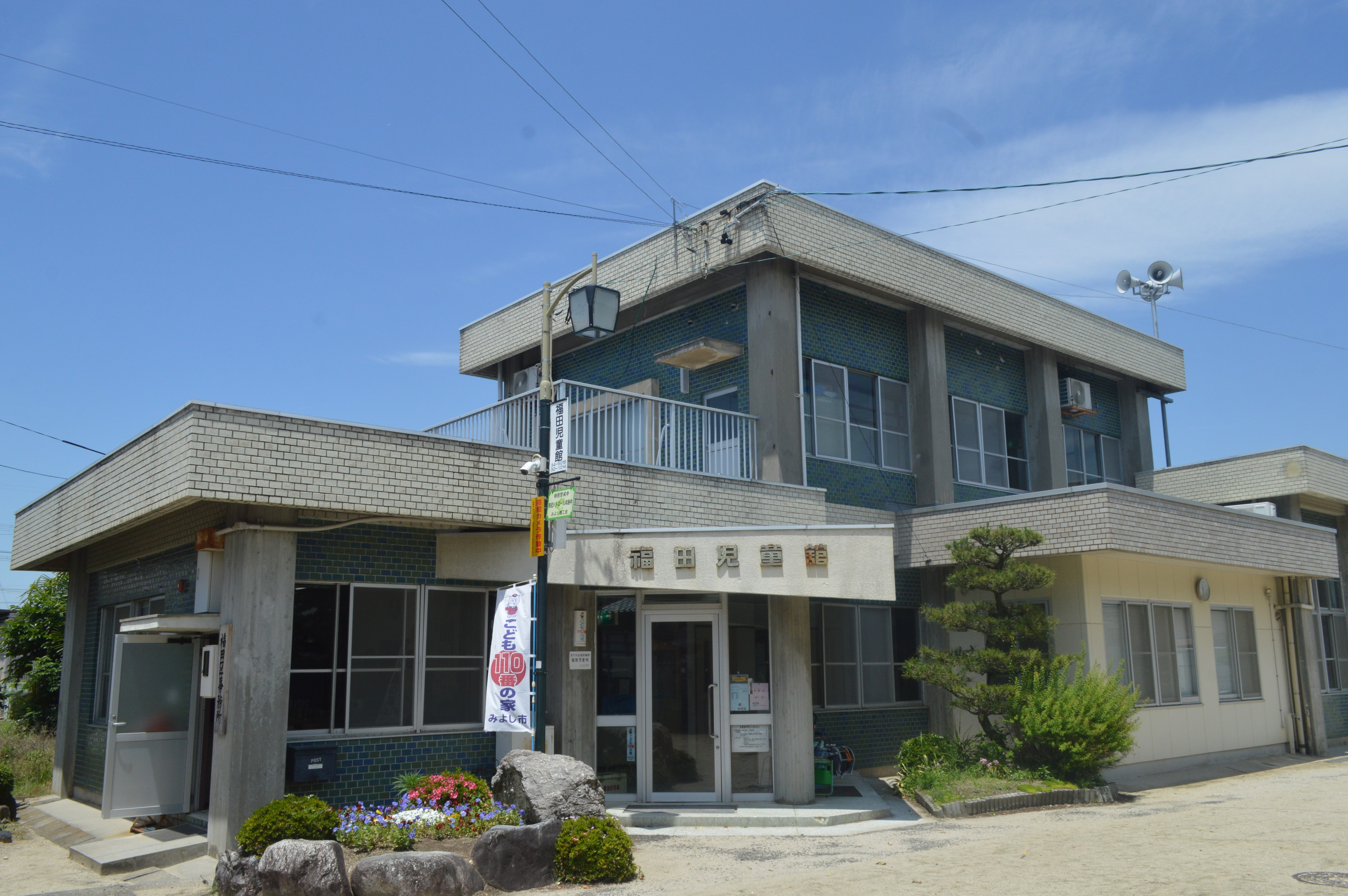
福田行政区事務所（福田児童館）
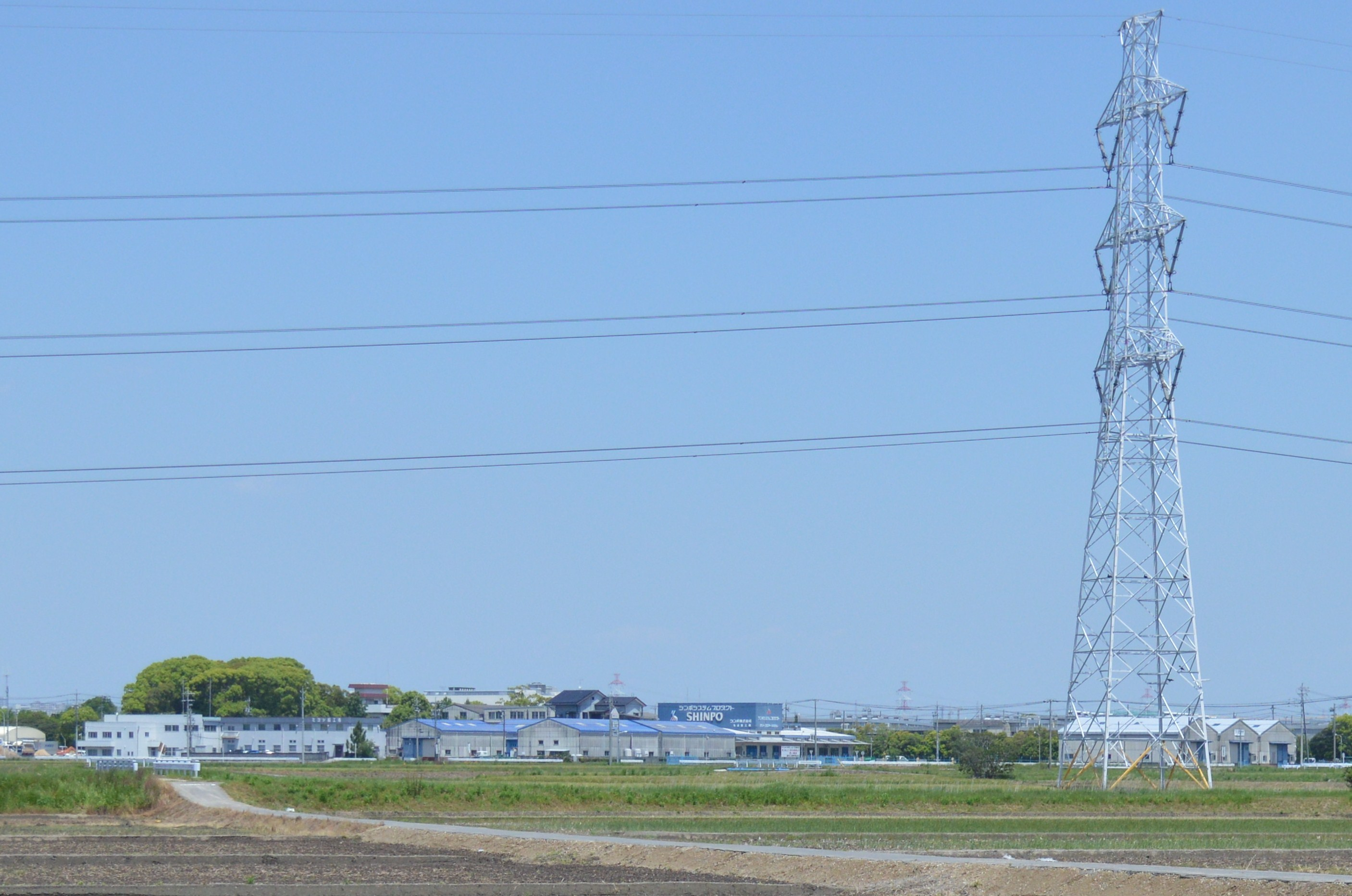
三五株式会社福田工場

- 福田行政区事務所（福田児童館）
- 三五株式会社福田工場

## 名所・旧跡

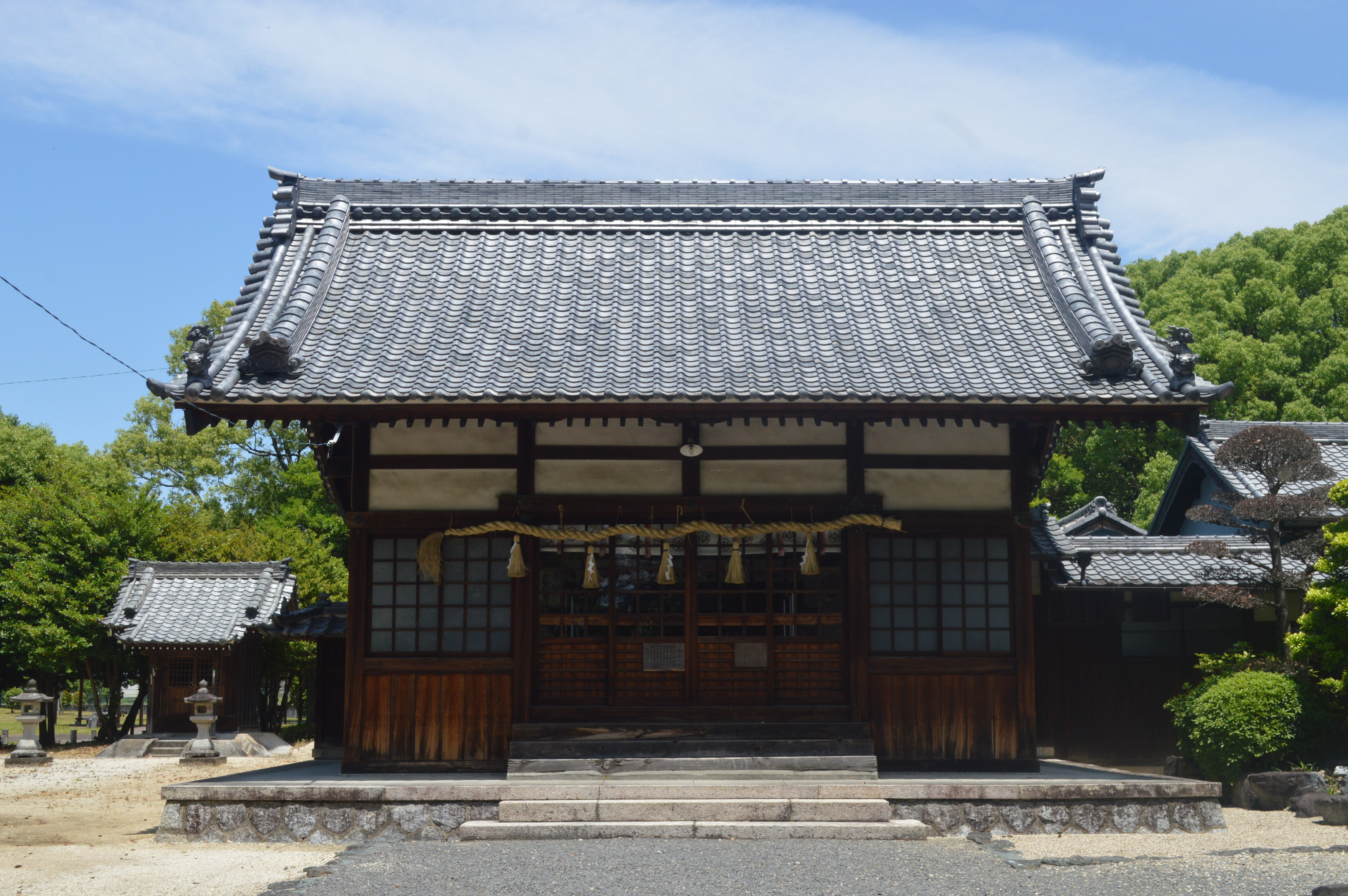
福田神明社

- 福田神明社[5]
- 海福寺 - 真宗大谷派の寺院[5]。
- 酒井家金比羅宮 - 代々眼科医を務めた酒井家にある建物。みよし市指定文化財[5]。

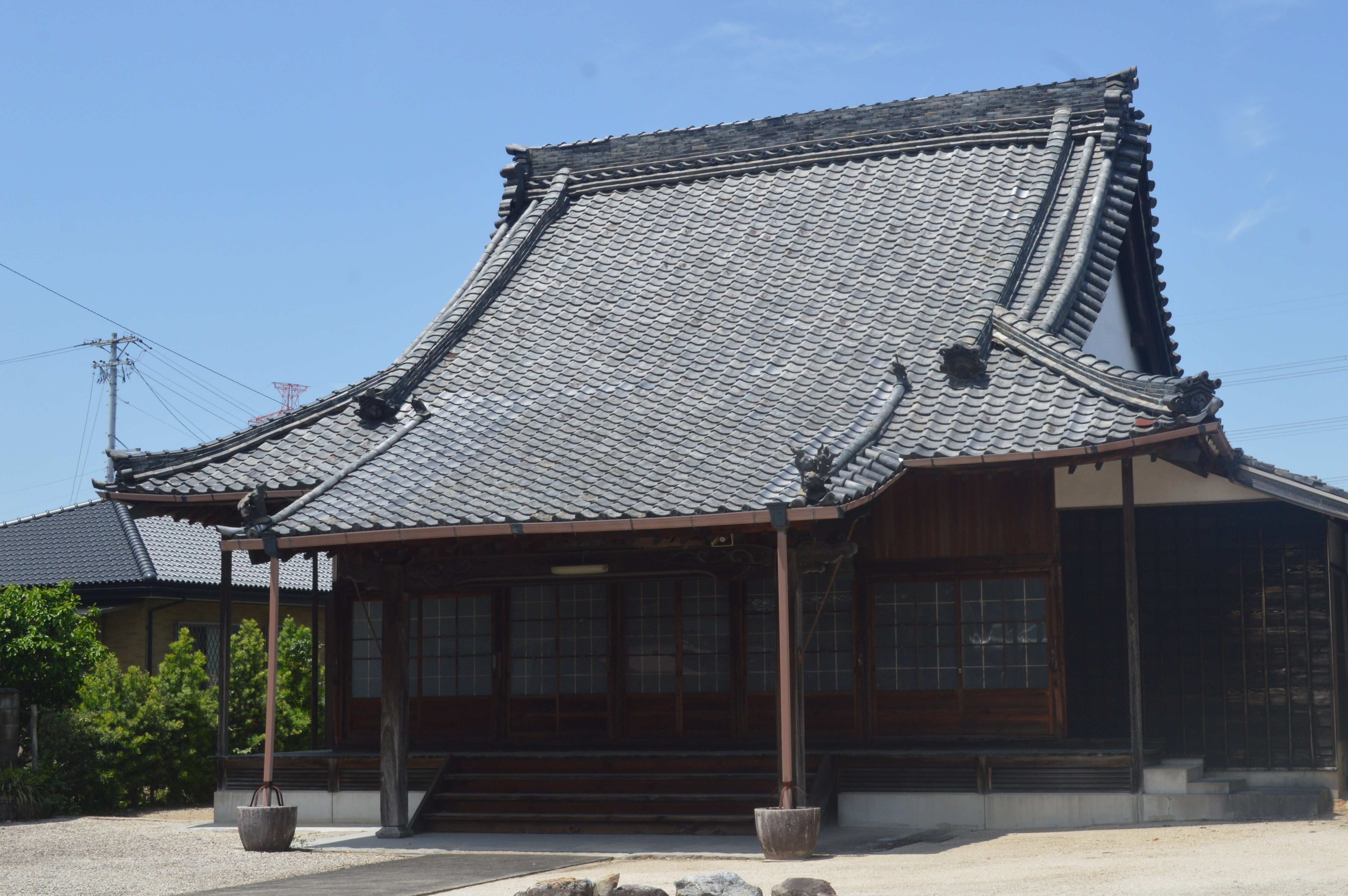
海福寺
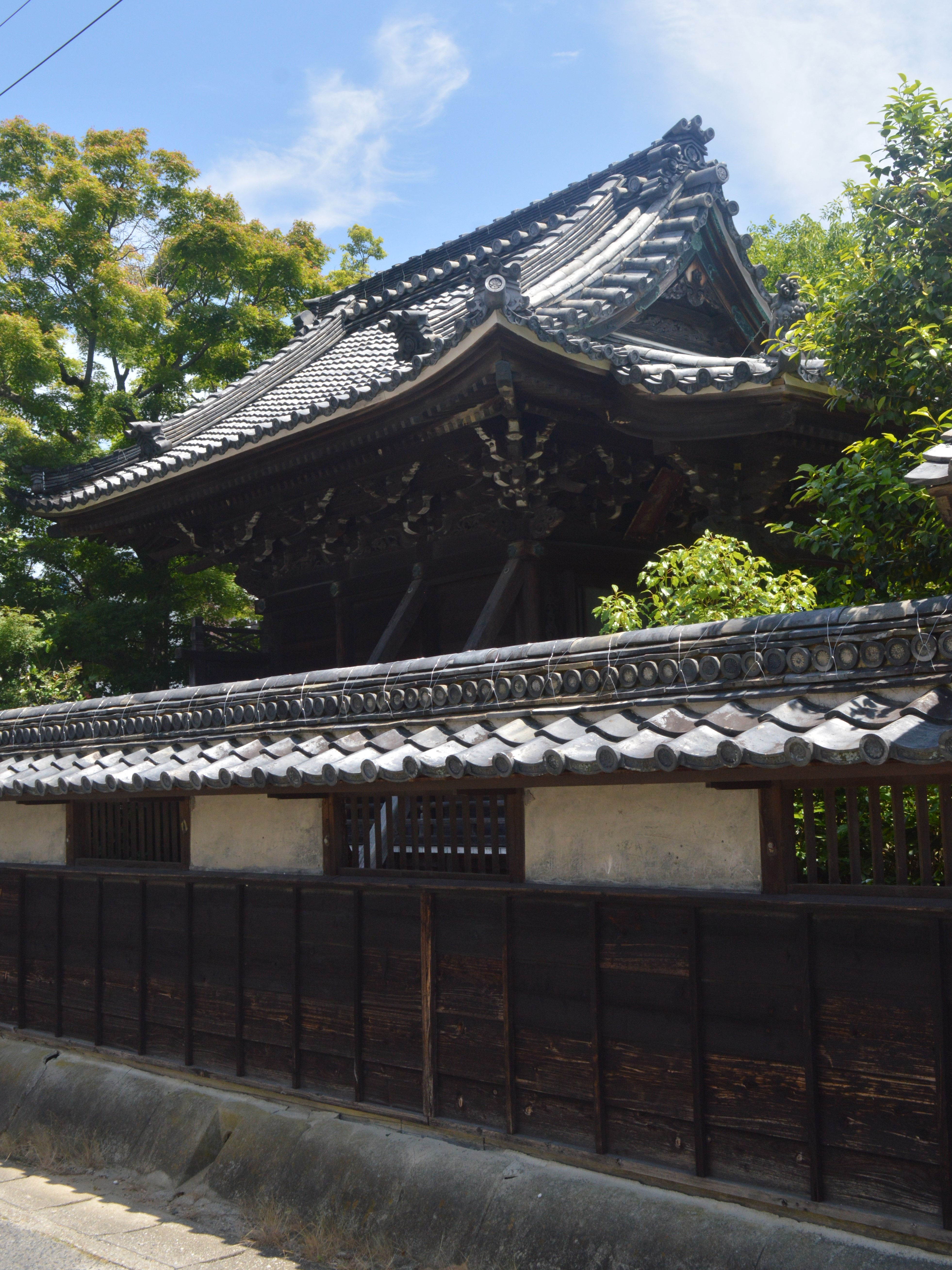
酒井家金比羅宮